# 리처드 롱게네커

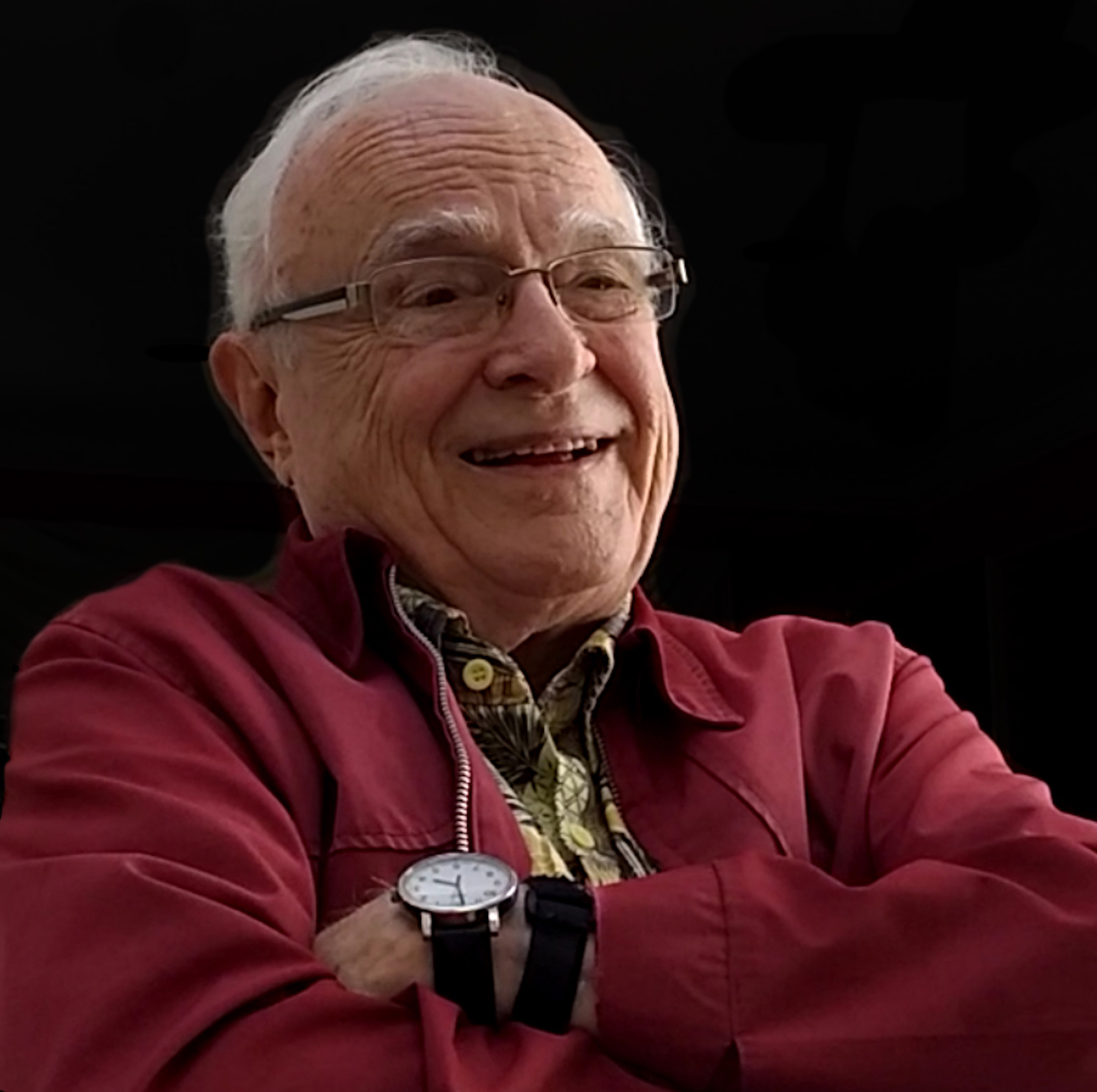

리처드 N. 롱게네커(Richard N. Longenecker, 1930년 7월 21 - )는 미국의 저명한 신약 학자이다. 수년간 그는 토론토 대학의 위클리프 컬리지에서 가르쳤다. 또한 그는 맥매스터 신학대학원의 신약신의 저명한 교수였다. 현재는 은퇴를 하였다.

## 학력과 경력
휘튼 칼리지에서 학사 및 석사 학위를 , 에딘버그 대학교에서 Ph.D.를 받았다. 그는 또한 위클리프 컬리지 (Wycliffe College)에서 명예학 박사를 받다. 롱게네커는 갈라디아 주석과 같은 수많은 서적을 저술했으며 학술 잡지와 전문 저널에 50여 편의 논문을 저술했다. 그는 2016년에 Eerdmans가 "New International Greek Testament Commentary" 시리즈에 출간한 바울의 로마 서간 서신에 대한 주해를 저술하였다.
1994년 은퇴논문집(Gospel in Paul: Studies on Corinthians, Galatians and Romans for Richard N. Longenecker)이 출판되었는데 니컬러스 토머스 라이트, 제임스 던, Klyne Snodgrass과 같은 학자들이 글을 실었다.